# 公园站 (布鲁塞尔地铁)
公园站（法語：Parc）是布鲁塞尔地铁1号线和5号线的车站，位于比利时布鲁塞尔首都大区布鲁塞尔。

## 名称
该站得名于附近的布鲁塞尔公园。